# المعادل 2
المعادل 2 (بالإنجليزية: The Equalizer 2)‏ هو فيلم إثارة وأكشن أمريكي من إخراج أنطوان فوكوا، وهو تتمة لفيلم المعادل الذي صدر سنة 2014. الفيلم من بطولة دينزل واشنطن، أشتون ساندرز، بيدرو باسكال، ميليسا ليو، وبيل بولمان. صدر الفيلم في 3 أغسطس 2018 من طرف سوني بيكتشرز إنترتينمنت.

## القصة
من جديد، يعود روبرت ماكول مكرسًا وقته لمهمته الدائمة: جلب العدالة للمقهورين والمنسحقين، ولكن إلى أي مدى سيجازف ماكول في سبيل من يحب؟

## بطولة
- دينزل واشنطن.
- أشتون ساندرز.
- بيدرو باسكال.
- ميليسا ليو بدور سوزان بلامر.
- بيل بولمان بدور براين بلامر.

## وصلات خارجية
المعادل 2 على موقع IMDb (الإنجليزية)
- المعادل 2 على موقع ميتاكريتيك (الإنجليزية)
- المعادل 2 على موقع روتن توميتوز (الإنجليزية)
- المعادل 2 على موقع نتفليكس (الإنجليزية)
- المعادل 2 على موقع ألو سيني (الفرنسية)
- المعادل 2 على موقع Turner Classic Movies (الإنجليزية)
- المعادل 2 على موقع أول موفي (الإنجليزية)
- المعادل 2 على موقع بوكس أوفيس موجو (الإنجليزية)
- المعادل 2 على موقع فيلمافينيتي (الإسبانية)
- المعادل 2 على موقع قاعدة بيانات الفيلم (الإنجليزية)